# Rotulador
Un rotulador o marcador (en partes de Latinoamérica: plumón), fibra (Argentina) es un instrumento de escritura, parecido al bolígrafo, que contiene su propia tinta y cuyo uso principal es escribir sobre superficies distintas al papel.[cita requerida]

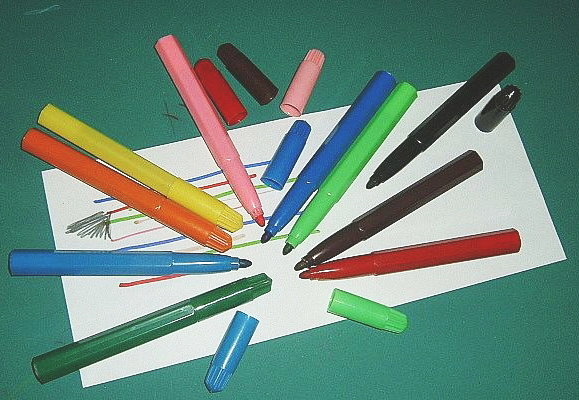
Una muestra de rotuladores, de distintos tipos y colores.

La punta del rotulador suele elaborarse de un material poroso, como el fieltro. Es posible, aunque raro, que tenga una punta de material no poroso. La empresa Pilot creó en 2005 un bolígrafo con tinta permanente llamado Permaball.
Lee Newman patentó un rotulador con punta de fieltro en 1910.  En 1926, Benjamin Paskach patentó un "pincel de fuente", como él lo llamó, que consistía en un mango con punta de esponja que contenía varios colores de pintura. Los marcadores de este tipo comenzaron a popularizarse con la venta del Magic Marker (1953) de Sidney Rosenthal , que consistía en un tubo de vidrio con tinta y una mecha de fieltro. En 1958, el uso de marcadores con punta de fieltro era común para una variedad de aplicaciones, como rotulación, etiquetado y creación de carteles. El año 1962 trajo el desarrollo de la pluma moderna con punta de fibra (en contraste con el marcador, que generalmente tiene una punta más gruesa) por Yukio Horie de Tokyo Stationery Company (que luego se convirtió en Pentel). En 1993 se lanzaron los marcadores Copic Sketch, que popularizaron los marcadores para la ilustración profesional.. En los años 1980, se introdujeron los primeros rotuladores de seguridad, que tienen una tinta invisible pero fluorescente. Con esta tinta, se pueden marcar objetos de valor y, en caso de un robo, descubrir estas señales con una luz ultravioleta.

## Rotulador no permanente

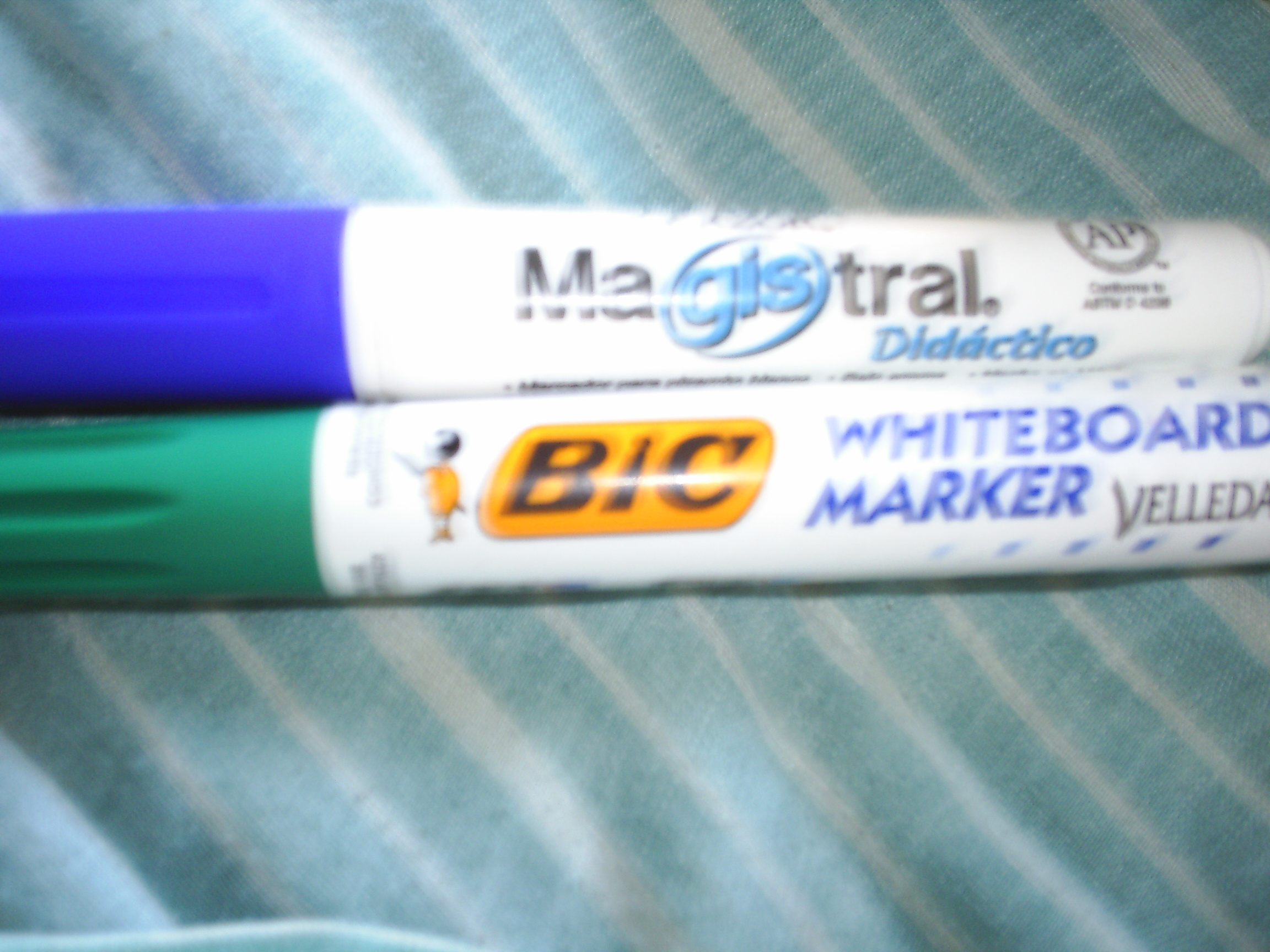
Rotuladores no permanentes verde y azul

Los rotuladores no permanentes suelen ser usados en superficies donde no es necesario que las marcas duren mucho tiempo, o que si fuese así sería inconveniente para ese material como en las transparencias o las pizarras blancas. Estos rotuladores son generalmente utilizados en superficies no porosas, donde la tinta se adhiere a esta superficie sin ser absorbida. Su trazo sobre tableros porcenalizados se borra fácilmente con un paño seco, dejando el tablero limpio sin mancharlo.
Hay que añadir que ese tipo de rotulador está habilitado para superficies vegetales (papel, cartón, celulosa, etc.)

## Rotulador permanente

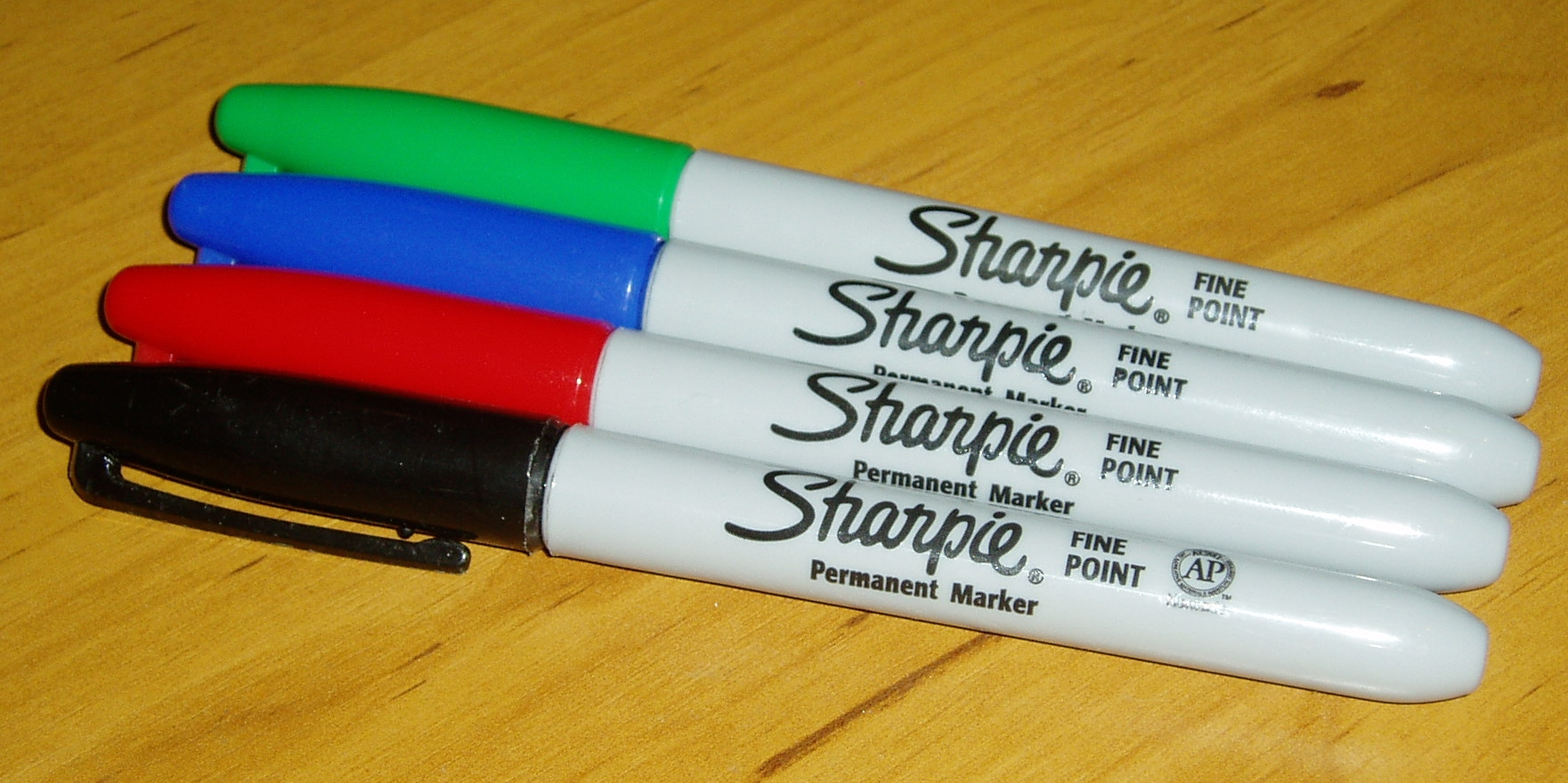
Marcadores permanentes de Sharpie.

El rotulador permanente o indeleble es utilizado cuando se desea que lo dibujado resista en el tiempo. La tinta suele ser resistente al agua, contiene sustancias tóxicas como xileno o tolueno, y tiene la capacidad de escribir en una variedad de superficies, desde papel a metal entre otras cosas lisas.
Los rotuladores indelebles son comúnmente usados para marcar discos como CD y DVD, aunque esta práctica ha sido desalentada porque se cree que el xileno y el tolueno dañan los discos.[cita requerida] Existen otros rotuladores sin estos elementos, basados en el alcohol o agua que son más seguros.